# Audi Open
Het Audi Open was een golftoernooi van de Europese Challenge Tour. 

## Geschiedenis
In Duitsland waren in de beginperiode van de Europese Challenge Tour twee toernooien die Audi als hoofdsponsor hadden, het Audi Open en de Audi Quattro Trophy. Bradley King werd de eerste winnaar in 1990 gevolgd door Paul Eales in 1991. In 1992 won Paul Affleck en in 1993 was Alex Cejka de sterkste.

## Resultaten
| Jaar | Baan                       | Audi Open    | Score | Eerste prijs |
| ---- | -------------------------- | ------------ | ----- | ------------ |
| 1990 | Olching                    | Bradley King | 287   | €            |
| 1991 | St Dionys                  | Paul Eales   | 275   | € 7,254.07   |
| 1992 | Golf Club Hamburg Wendlohe | Paul Affleck | 276   | € 9,385.92   |
| 1993 | Golf Club Hamburg Wendlohe | Alex Cejka   | 209   | € 10,880.00  |